# Max Sillig
Max Sillig (19. listopadu 1873, La Tour-de-Peilz – 15. listopadu 1959, Lausanne) byl prezident Mezinárodní hokejové federace (IIHF) a bývalý švýcarský hokejista.
V roce 1920 byl členem Švýcarského hokejové týmu, který skončil pátý na zimních olympijských hrách.